# Erwin Leuchter
Erwin Leuchter (Berlín, (Alemanya), 10 d'octubre, 1902 – Buenos Aires (Argentina), 4 de juliol, 1973) va ser un musicòleg i director d'orquestra germano-argentí.
Leuchter va arribar a Viena als catorze anys i va estudiar musicologia amb Guido Adler, Robert Lach i Wilhelm Fischer i filosofia amb Karl Bühler, Heinrich Gomperz, Robert Reininger i Moritz Schlick a la Universitat de Viena entre 1921 i 1925. A continuació, van fer estudis de composició i direcció al New Vienna Conservatory amb Egon Lustgarten i Rudolf Nilius.
A principis de la dècada de 1930 va actuar diverses vegades com a director dels concerts de la Simfònica dels Treballadors de Viena. Juntament amb Franz Leo Human va compondre la música del Das Große Festspiel de Robert Ehrenzweig, que es va representar a l'obertura de les II Olimpíades dels Treballadors el 1931 a Viena.
El 1936 es va traslladar a Buenos Aires, on va treballar. Va treballar com a director de l'Orquestra Filharmònica de la Asociación del Profesorado Orquestral i de la Sociedad Filarmónica de Buenos Aires. Entre els seus alumnes hi havia Carlos Kleiber i Michael Gielen. Leuchter estava casat amb la pianista Rita Kurzmann-Leuchter.

## Escrits
- Les obres de música de cambra de Florian Leopold Gassmann, tesi, Viena 1926
- La historia de la música como reflexión de la evolución cultural, Buenos Aires 1941, 1942, 1946, 1955
- Bach, Buenos Aires 1942, 1950
- Beethoven, Buenos Aires 1943
- Ensayo sobre la evolución de la música en occidente, Buenos Aires 1946, 6a edició 1968
- 30 Aires Populares Alemanes (arranjament per a veu i piano), Buenos Aires 1952
- Florilegium Musicum: història de la música en 180 exemples des de l'antiguitat fins al segle XVIII, Buenos Aires 1964
- Armonía Práctica para maestros primarios y estudiantes de guitarra y piano, Buenos Aires 1971